# Premio Nocte

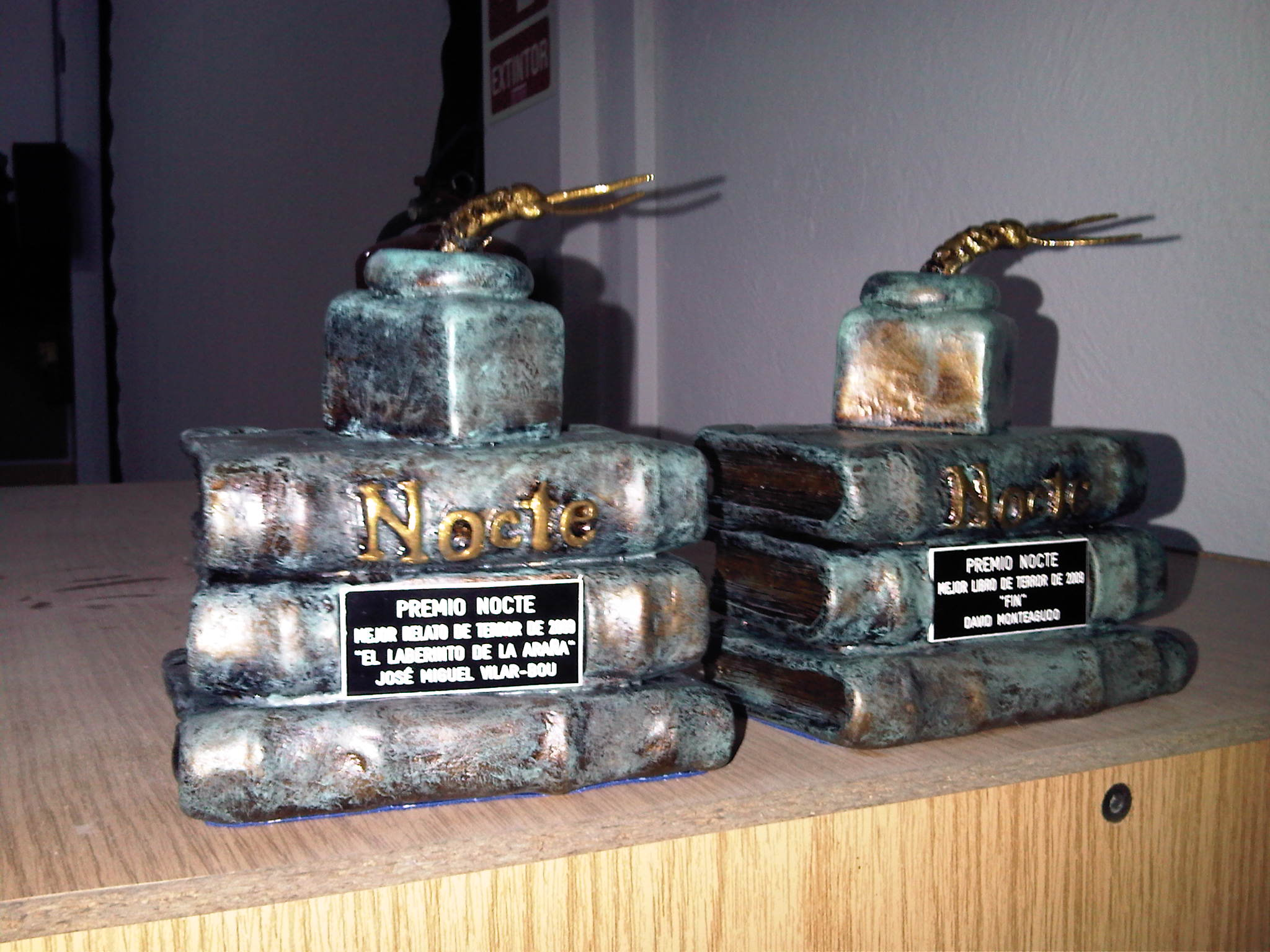
Trofeos del Premio Nocte, durante la entrega de la edición del 2009.

Los Premios Nocte de Terror fueron unos galardones convocados anualmente por la Asociación Española de Escritores de Terror (Nocte), hasta su disolución en 2016, en su afán por premiar aquellas obras que por su calidad, temática y originalidad hubieran destacado dentro del campo de la literatura de terror a nivel nacional e internacional.

## 2015
Mejor relato nacional
- Los peces, de David Jasso (Donde reside el horror, Edge Entertainment)

Mejor antología nacional
- El manjar inmundo, de Javier Quevedo Puchal (Punto en Boca)

Mejor novela nacional
- Extraños eones, de Emilio Bueso (Valdemar)

Mejor relato extranjero
- Ese autobús es de otro mundo, de Stephen King (Esquire España)

Mejor libro extranjero
- NOS4A2, de Joe Hill (escritor) (Suma de letras)

Premio Nocte Honorífico
- Librería Gigamesh, por cuatro décadas de apoyo al género del terror.

## 2014
Mejor relato nacional
- La mirada del dodo, de José María Tamparillas (Anatomías secretas, Nostrum)

Mejor antología nacional
- Umbría, de Santiago Eximeno (El humo del escritor)

Mejor novela nacional
- El hombre que nunca sacrificaba las gallinas viejas, de Darío Vilas Couselo (Tyrannosaurus Books)

Mejor libro extranjero
- La Casa de Hojas, de Mark Z. Danielewski (Alpha Decay)

Premio Nocte Honorífico
- Editorial Valdemar, por su trayectoria recuperando clásicos de terror y su apertura a la literatura de terror contemporánea.

## 2013
Mejor relato nacional
- La bici amarilla, de Fernando Cámara (La ciudad vestida de negro, Drakul)

Mejor antología nacional
- Vosotros Justificáis mi existencia, de Nuria C. Botey (Saco de Huesos)

Mejor novela nacional
- Lucifer Circus, de Pilar Pedraza (Valdemar)

Mejor relato extranjero
- Una edad difícil, de Anna Starobinets (Una edad difícil, Nevsky Prospects)

Mejor libro extranjero
- El diablo me obligó, de F.G. Haghenbeck (Salto de Página)

## 2012
Mejor relato nacional
- La necesidad del dolor de José María Tamparillas. ("Carne de mi carne"; ed. Saco de Huesos, 2011)

Mejor antología nacional
- Abismos de David Jasso. (ed. Grupo Ajec, 2011)

Mejor novela nacional
- Cuerpos descosidos de Javier Quevedo Puchal. (ed. NGC Ficción, 2011)

Mejor relato extranjero
- Venganza de Liudmila Petrushévskaia ("Érase una vez una mujer que quería matar al bebé de su vecina", Ediciones Atalanta, 2011)

Mejor novela extranjera:
- Now we are sick de varios autores (ed. 23 Escalones, 2011 (publicación original estadounidense en 1991)

Premio Nocte honorífico
- Diego Laguarta por su implicación, esfuerzo y buen hacer en la organización de las Jornadas Liter.

## 2011
Mejor novela nacional
- Y pese a todo... de Juan de Dios Garduño (Dolmen Editorial, 2010)

Mejor relato nacional
- El hombre revenido de Emilio Bueso. ("Aquelarre"; Salto de Página, 2010)

Mejor novela extranjera
- El circo de la familia Pilo de Will Elliot (La Factoría de Ideas, 2010)

Premio Nocte honorífico
- Editorial Salto de Página, por Aquelarre. Antología del cuento de terror español actual, antología compilada por Antonio Rómar y Pablo Mazo Agüero.

## 2010
Mejor novela nacional
- Fin de David Monteagudo (Editorial Acantilado, 2009)

Mejor relato nacional
- El Laberinto de la Araña de José Miguel Vilar-Bou. ("Cuentos Inhumanos"; ed. Saco de Huesos, 2009)

Mejor relato extranjero
- La foto de clase de este año de Dan Simmons ("Zombies"; Ediciones Minotauro, 2009)

Mejor novela extranjera
- Una oración por los que mueren de Stewart O'Nan (La Factoría de Ideas, 2009)

## 2009
Mejor novela nacional
- Rojo alma, negro sombra de Ismael Martínez Biurrun (451 editores, 2008)

Mejor relato nacional
- Lluvia sangrienta de Roberto Malo. ("La luz del diablo"; Mira editores, 2008)

Mejor relato extranjero
- El mejor cuento de terror de Joe Hill ("Fantasmas"; Suma, 2008)

Mejor novela extranjera
- Déjame entrar de John Ajvide Lindqvist (Espasa-Calpe, 2008)

## Premio Nocte honorífico

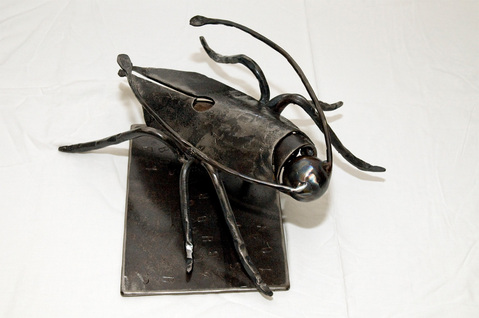
Trofeo del Premio Nocte de Honor.

En 2009 se decidió por unanimidad ofrecer un galardón especial, como reconocimiento a toda su carrera, a Francisco Torres Oliver, traductor literario especializado en el género de terror. La entrega, a cargo de José Carlos Somoza e Ismael Martínez Biurrun tuvo lugar durante el transcurso de la Ia Semana Gótica de Madrid.